# Titularbistum Antigonea
Antigonea (ital.: Antigona) war ein Titularbistum der römisch-katholischen Kirche. 
Es geht zurück auf einen antiken Bischofssitz in der Stadt Alexandria Troas in der römischen Provinz Asia bzw. Hellespontus an der asiatischen Seite der Dardanellen. Es gehörte der Kirchenprovinz Kyzikos an.
| Titularbischöfe von Antigonea |                                                       | |                    |                   |
| Nr.                           | Name                                                  | Amt | von                | bis               |
| 1                             | Joseph Heinrich von Braitenbücher                     | Weihbischof in Wien (Österreich) | 12. April 1728     | 24. Februar 1749  |
| 2                             | Franz Georg Lock                                      | Apostolischer Administrator der Lausitz (Deutschland)                                                                                                  | 22. Mai 1801       | 7. September 1831 |
| 3                             | Tomás Miguel Pineda y Saldaña                         | | 8. Juli 1848       | 10. März 1853     |
| 4                             | David Moriarty                                        | Koadjutorbischof von Kerry (oder Ardfert) und Aghadoe (Vereinigtes Königreich Großbritannien und Irland)                                               | 18. Februar 1854   | 22. Juli 1856     |
| 5                             | James Frederick Bryan Wood                            | Koadjutorbischof von Philadelphia (USA) | 9. Januar 1857     | 5. Januar 1860    |
| 6                             | Thomas Grimley                                        | Apostolischer Koadjutorvikar von Kap der Guten Hoffnung, Western District Apostolischer Vikar von Kap der Guten Hoffnung, Western District (Südafrika) | 17. September 1860 | 29. Januar 1871   |
| 7                             | Jean-Claude Duret CSSp                                | Apostolischer Vikar von Senegambia (Senegal) | 22. August 1873    | 29. Dezember 1875 |
| 8                             | Marie-Jean-Gustave Blanc MEP                          | Apostolischer Koadjutorvikar von Korea Apostolischer Vikar von Korea (Korea)                                                                           | 26. Juli 1882      | 21. Februar 1890  |
| 9                             | Giulio Marsili OFM                                    | emeritierter Bischof von Sape (Albanien) | 12. August 1890    | 29. Juli 1911     |
| 10                            | Theodorus Antonius Leonardus Maria van Roosmalen CSsR | Apostolischer Vikar von Niederländisch Guyana-Suriname (Guyana, Suriname)                                                                              | 5. September 1911  | 9. Juni 1957      |